# 1920
1920. је била преступна година.

## Догађаји

### Јануар
- 7. јануар — Трупе белоармејаца руског адмирала Александра Колчака предале се код Краснојарска.
- 16. јануар — Усвајањем 18. амандмана америчког Устава у САД уведена прохибиција (Волстедов закон).
- 16. јануар — У Лондону одржана прва седница Друштва народа.

### Март
- 12. март — Николајевски инцидент. Низ масовних убистава која су се догодила у региону Николајевска на Амуру. Масакр и тероризам који је починила Црвена армија под командом Јакова Трјапицина убили су хиљаде Руса у Николајевску и опустошили регион[1].
- 13. март — У Каповом пучу на кратко је оборена влада немачке Вајмарске републике.

### Април
- 19. април — Почела је мировна конференција у Сан Рему, о подели Османлијског царства.

### Јун
- 4. јун — Тријанонски споразум У дворцу Тријанон код Паризa Савезници су после Првог светског рата потписали мировни уговор са Мађарском и одузели јој територије које је држала у оквиру Аустроугарске.
- 25. јун — У Вуковару је после пет дана рада завршен Други конгрес Социјалистичке радничке партије Југославије (комуниста), који је усвојио нови програм и статут и изменио назив партије у Комунистичка партија Југославије.

### Јул
- 12. јул — Званично је отворен Панамски канал, шест година након што је кроз њега прошао први брод.
- 15. јул — Одлуком Привременог народног представништва, име државе Краљевство СХС је промењено у Краљевина СХС, тако да је од тог датума званичан назив државе био Краљевина Срба, Хрвата и Словенаца.
- 23. јул — Француске трупе савладале арапску војску краља Фејсала I, ушле у Дамаск и учврстиле свој мандат над Сиријом.

### Август
- 10. август — Уговор из Севра
- 14. август — Мала Антанта војни савез Краљевине Југославије, Краљевине Румуније и Чехословачке који је постојао од 1920. до 1938. Узрок њеног формирања био је страх од евентуалног покушаја Аустрије и/или Краљевине Мађарске да војним нападом поврате територије које је Аустроугарска раније имала.
- 18. август — Основан фудбалски клуб у Станишићу под називом "Први Станишићки Спортски Клуб"
- 19. август — Тамбовска побуна (1920–1922) једна од највећих и најбоље организованих сељачких побуна против бољшевичке владе током Руског грађанског рата. Устанак се догодио на територији савремене Тамбовске области и делу Вороњешке области.

### Септембар
- 12. септембар — Одржан је Архијерејски сабор у Сремским Карловцима на коме је донета одлука да се Српска православна црква уздигне на степен патријаршије. Први српски патријарх обновљене Патријаршије био је митрополит Димитрије.
- 16. септембар — Бомба сакривена у кочијама је експлодирала испред седишта банке Џ. П. Морган у Њујорку, усмртивши 38 особа и ранивши око 400.

### Новембар
- 2. новембар — Председнички избори у САД: Републиканац Ворен Хардинг побеђује противкандидата Демократске странке, Џејмса М. Кокса.
- 12. новембар — Потписан је Рапалски споразум којим је Краљевина Срба, Хрвата и Словенаца, под притиском Велике Британије и Француске, уступила Италији Истру, Јулијску крајину, Задар и острва Црес, Лошињ, Ластово и Палагружу, касније и Ријеку.
- 28. новембар — Избори за Уставотворну скупштину Краљевине СХС.

### Децембар
- 16. децембар — У земљотресу у кинеској провинцији Гансу погинуло око 180.000 људи.
- 19. децембар — Константин I се вратио на престо Грчке након смрти свог сина Александра I и референдума.
- 28. децембар — У крви је угушена Хусинска буна, штрајк рудара рудника Крека.
- 29. децембар — Влада Краљевине СХС је Обзнаном забранила рад Комунистичкој партији Југославије.

### Датум непознат
- Википедија:Непознат датум — Раст комунизма после Првог светског рата
- Хронологија радничког покрета и КПЈ 1920.

## Рођења

### Јануар
- 2. јануар — Ајзак Асимов, амерички књижевник. (†1992)
- 19. јануар — Хавијер Перез де Куељар, перуански политичар и 5. генерални секретар Уједињених нација. (†2020)

### Март
- 17. март — Шеик Муџибур Рахман, бангладешки политичар. (†1975)

### Мај
- 5. мај — Боро Андов, македонски писац († 1983).

### Јун
- 25. јул — Розалинд Френклин, енглески научник. (†1958).

### Септембар
- 13. септембар — Алекса Дејовић, политички комесар Друге пролетерске бригаде и народни херој (†1943).

### Октобар
- 2. октобар — Штефан Ковач, румунски фудбалски тренер и фудбалер. (†1995).
- 8. октобар — Френк Херберт, амерички писац. (†1986).
- 15. октобар — Гаврила Игњатовић, српска игуманија. (†2005).

### Децембар
- 21. децембар — Алисија Алонсо, кубанска балерина. (†2019)
- 26. децембар — Макарије Поповић, српски архимандрит. (†1981)

## Смрти

### Март
- 21. март — Евелина Хаверфилд, енглеска сифражеткиња. (*1867)

### Мај
- 21. мај — Венустијано Каранза, мексички политичар. (*1859)

### Јун
- 13. јун — Есад-паша Топтани, албански политичар. (*1863)

## Нобелове награде
- Физика — Шарл Едуар Гијом
- Хемија — Валтер Херман Нернст
- Медицина — Шак Аугуст Стенберг Крог
- Књижевност — Кнут Хамсун
- Мир — Леон Виктор Огист Буржоа
- Економија — Награда у овој области почела је да се додељује 1969. године